# Arena Deportiva Pico Rivera
La Arena Deportiva Pico Rivera (en inglés: Pico Rivera Sports Arena) es un estadio multiusos de 5.000 asientos que se encuentra en Pico Rivera, California, en el oeste de los Estados Unidos. Se utiliza para charreadas y jaripeos mexicanos, conciertos, lucha libre y boxeo. Famosa por haber acogido muchas presentaciones de Antonio Aguilar, un cantante mexicano, y su familia, es adyacente al Parque Bicentennial. Se trata de un espacio recreativo para la comunidad hispana en el área de Los Ángeles. Esta instalación fue construida en 1979 y tiene fama de ser el mayor anillo de charrería en el país.